# Lesbianismo erótico

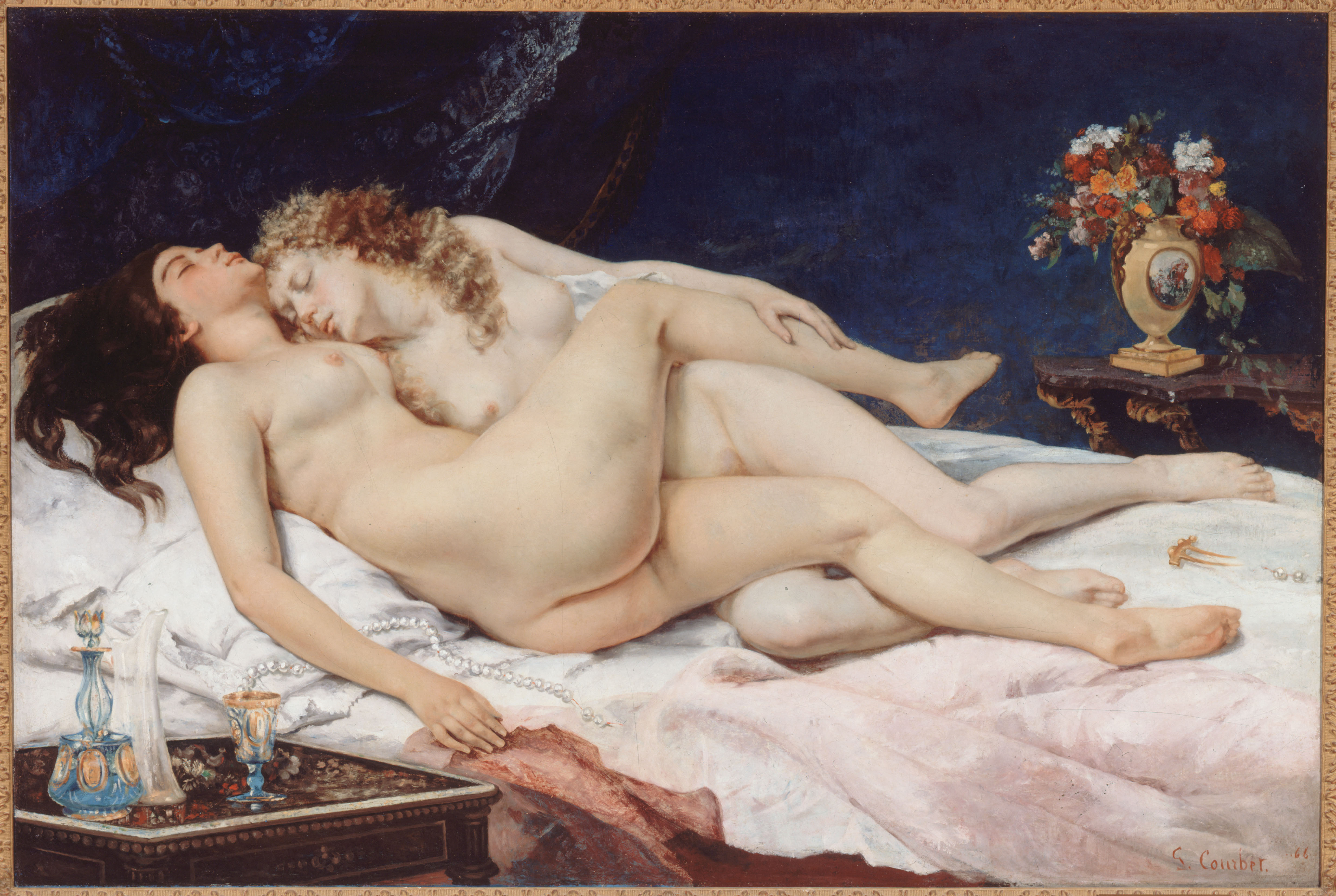
Le Sommeil (El sueño) de Gustave Courbet (1866)

El lesbianismo erótico, también llamado erotismo lésbico o erótica de lesbianas, aborda las representaciones del lesbianismo (expresión de la sexualidad entre dos mujeres) en las artes visuales. El lesbianismo ha sido objeto de arte erótico como mínimo desde la época de la antigua Roma, y muchos consideran que tanto las representaciones del lesbianismo como de la sexualidad en general tienen un carácter erótico.
Gran parte de la historia del cine y la televisión ha considerado el lesbianismo un tabú, aunque desde los años 60 se ha convertido en un género por derecho propio. Tras su aparición en películas softcore y thrillers eróticos, las representaciones del lesbianismo se introdujeron en el cine convencional en la década de 1980. En la pornografía, las representaciones de sexo lésbico forman un subgénero popular, dirigido al público lésbico, al público heterosexual masculino y al público bisexual de cualquier género.

## Trasfondo cultural
Si bien las relaciones sexuales entre mujeres han sido tanto ilustradas como narradas, gran parte del material escrito de principios de la Edad Moderna ha sido destruido. Sin embargo, el registro histórico sugiere que gran parte del material lésbico de los textos pornográficos estaba destinado a un público masculino.

## Artes visuales

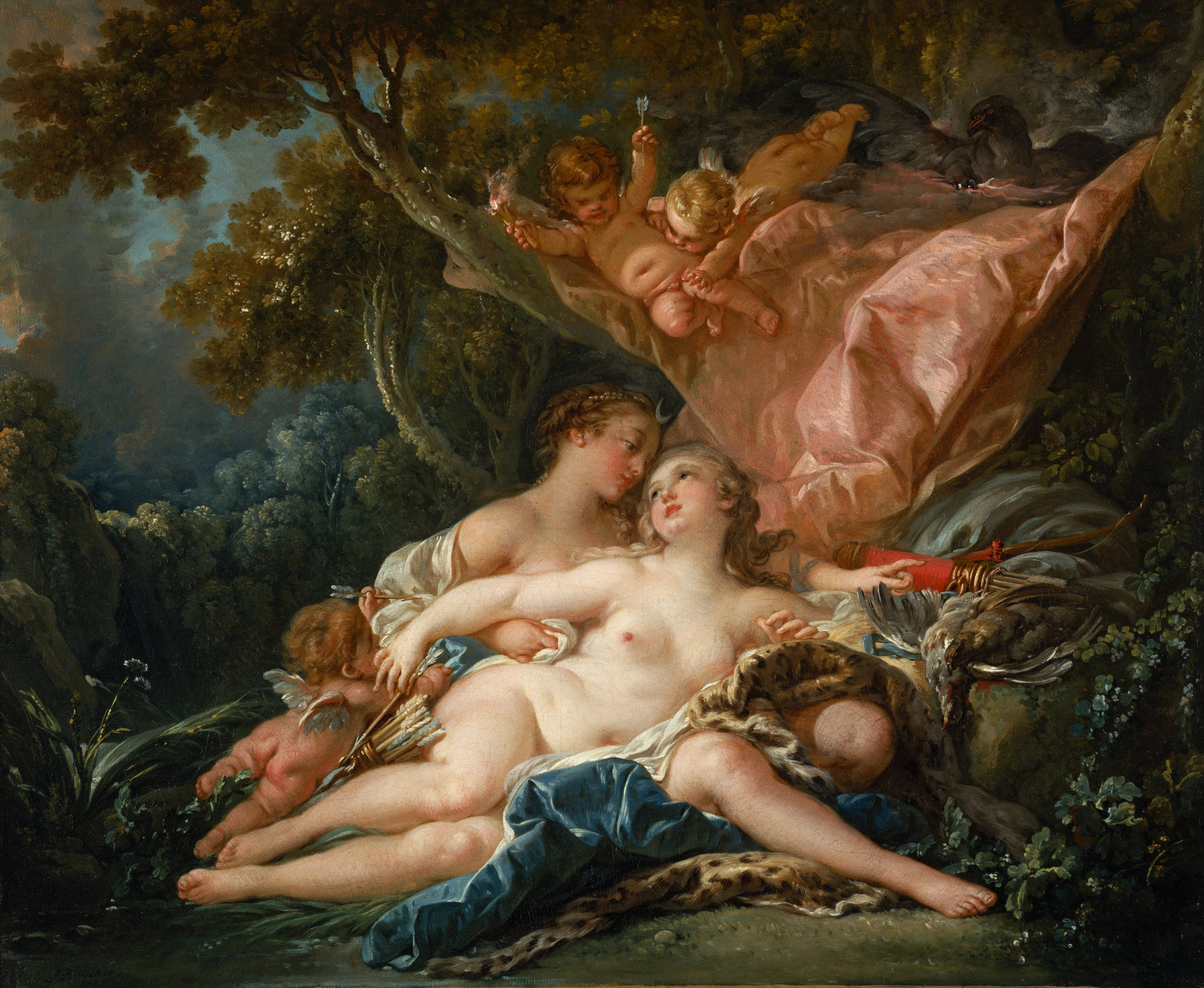
Boucher, La ninfa Calisto, seducida por Júpiter bajo la forma de Diana (1759)

### Representaciones clásicas
En un vaso de figuras rojas de época ática de la colección del Museo Nacional de Tarquinia (Italia) se muestra a una mujer arrodillada tocando los genitales de otra mujer, una rara representación explícita de actividad sexual entre mujeres en el arte griego, pese a que también ha sido interpretado como la representación de una prostituta afeitándose o acicalando a otra de forma no sexual. También hay representaciones de lesbianismo en los frescos eróticos de Pompeya.
Tras casi desaparecer durante la Edad Media, estas representaciones resurgieron tras el Renacimiento. François Boucher y J. M. W. Turner figuran entre los precursores de aquellos artistas del siglo XIX que incluyeron el erotismo entre mujeres en sus obras. Al igual que otros pintores (como Jean-Honoré Fragonard), Boucher se inspiró en la mitología clásica. Él fue uno de los numerosos artistas que utilizaron diversos mitos en torno a la diosa Diana, incluida la a menudo representada historia de Calisto,  la ninfa de Diana que fue seducida por Júpiter cuando el dios tomó la forma de Diana, ya que Calisto había jurado castidad.

### Evolución en elsigloXIX
En el siglo XIX, el lesbianismo comenzó a debatirse más abiertamente y se abrió camino en muchos campos del arte. En Francia, la influencia de Charles Baudelaire se considera crucial, tanto en la literatura como en las artes visuales, aunque según Dorothy Kosinski no era asunto de las bellas artes, sino sobre todo de la erótica popular. Las ilustraciones de Auguste Rodin para Les Fleurs du Mal de Baudelaire incluían escenas lésbicas. Le Sommeil (1866) de Gustave Courbet ilustra una escena del cuento de 1835 "Mademoiselle de Maupin" de Théophile Gautier (aunque "Delphine et Hippolyte" de Les fleurs, también de Baudelaire, suele citarse como inspiración), representando a dos mujeres dormidas después de hacer el amor. Su temática lésbica fue lo bastante controvertida como para ser objeto de un informe policial en 1872, pero al cuadro de Courbet se le atribuye el mérito de inspirar a otros a representar "parejas sáficas", lo que a su vez condujo a "atenuar los tabúes al revelar el amor entre mujeres y obligar a la sociedad a ver a quienes consideraba desviados y pecadores".
No obstante, el público de tales obras de arte era predominantemente masculino (el cuadro de Courbet fue un encargo de un diplomático turco libertino), por lo que "el término lesbiana quizá debería ir entrecomillado, en la medida en que se trata de imágenes hechas por hombres, para hombres, y en las que la propia disposición de los cuerpos de las mujeres declara que están dispuestos más para los ojos del espectador que para los de la otra persona". A partir del siglo XX, la sensualidad del arte visual atraería también al público lésbico.

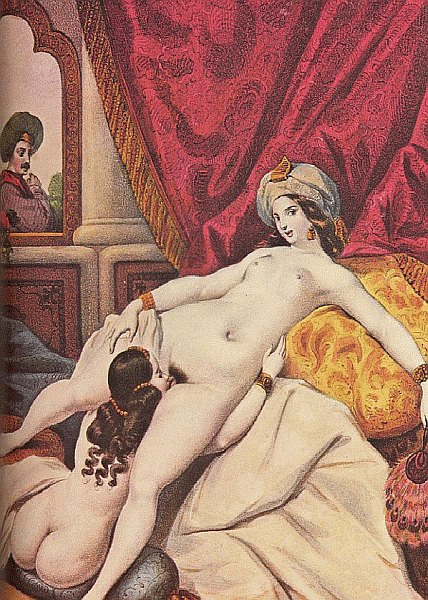
Una representación orientalista (el cunnilingus como algo exótico)

En la pintura francesa del siglo XIX, el lesbianismo solía representarse en el contexto del orientalismo y, por tanto, podía verse afectado por el colonialismo y el imperialismo de la época; en consecuencia, las imágenes estaban marcadas por suposiciones relativas a la raza y la clase social, sobre todo porque el lesbianismo solía asociarse a escenas de harenes y burdeles. Las representaciones posteriores de lesbianas en el arte occidental pueden reflejar costumbres culturales similares o simplemente basarse en convenciones pictóricas formales.
En la segunda mitad del siglo XIX, la temática lésbica estaba bien establecida, y entre sus artistas se encuentran Henri de Toulouse-Lautrec, Constantin Guys, Edgar Degas y Jean-Louis Forain. Entre los artistas posteriores figuran Gustav Klimt, Egon Schiele, Christian Schad, Albert Marquet, Balthus y Leonor Fini. Otros ilustradores eróticos, como Édouard-Henri Avril, Franz von Bayros, Martin Van Maële, Rojan, Gerda Wegener y Tom Poulton, realizaron representaciones más explícitas. Las representaciones explícitas de encuentros amorosos entre mujeres también fueron un tema importante en el shunga erótico japonés, incluidas las obras de maestros como Utamaro, Hokusai, Katsukawa Shunchō, Utagawa Kunisada, Utagawa Kuniyoshi, Yanagawa Shigenobu, Keisai Eisen y Kawanabe Kyōsai.
Entre los artistas que han trabajado con temas lésbicos en la fotografía artística y fetichista destacan David Hamilton, Steve Diet Goedde y Bob Carlos Clarke. Más recientemente, fotógrafas lesbianas y bisexuales como Nan Goldin, Tee Corinne y Judy Francesconi se han centrado en temas eróticos, reivindicando un tema que tradicionalmente se había abordado sobre todo desde la perspectiva de artistas masculinos.

## Cine y televisión
En el cine temprano, los temas lésbicos y eróticos estaban restringidos o codificados. Incluso las escenas que sugerían lesbianismo eran controvertidas, como la presentación de mujeres bailando juntas en La caja de Pandora (1929) y El signo de la cruz (1932). La caja de Pandora destaca por su subtrama lésbica en la que la Condesa (Alice Roberts) se define por su aspecto masculino y porque lleva esmoquin. La temática lésbica aparece en películas europeas como Mädchen in Uniform (1931).
Hacia mediados de la década de 1930, el Código Hays prohibió cualquier tema homosexual en las películas de Hollywood, y varias películas anteriores al código tuvieron que ser editadas para su reestreno. Por ejemplo, El signo de la cruz incluía originalmente la erótica "Danza de la luna desnuda", pero el baile se consideró una "danza lésbica" y se eliminó para su reestreno en 1938. Incluso las insinuaciones de atracción romántica entre mujeres eran raras, y la palabra con "L" era tabú.
El cine estadounidense no abordó el lesbianismo hasta el estreno de La gata negra (1962), en la que se insinúa sutilmente una relación lésbica entre Jo y Hallie. La representación de relaciones sexuales entre mujeres apareció por primera vez en varias películas de finales de los 60: La zorra (1967), El asesinato de la hermana George (1968) y Thérèse et Isabelle (1968).
Durante la década de 1970, las escenas de sexo entre mujeres se limitaron en gran medida a películas semipornográficas (softcore) y de explotación sexual, como Cherry, Harry & Raquel (1970), Score (1974), Emmanuelle (1974), Bilitis (1977) y Calígula (1979). Aunque las escenas de sexo heterosexual semiexplícito habían formado parte del cine comercial desde finales de los años 60, las representaciones equivalentes de mujeres teniendo relaciones sexuales sólo empezaron a introducirse en la década de los 80. Estas escenas solían aparecer en el contexto de películas de temática específicamente lésbica, como Su mejor esfuerzo (1982), Lianna (1983) y Media hora más contigo (1985). La película de vampiros El ansia (1983) también mostraba una escena de seducción y sexo entre Catherine Deneuve y Susan Sarandon. Joy et Joan (1985), de Jacques Saurel, también pertenece a esta nueva interpretación de un cine más-que-softcore.
Henry & June (1990) contaba con varias escenas lésbicas, incluida una que se consideró lo suficientemente explícita como para otorgar a la película la calificación NC-17. (Hubo cierta controversia sobre si la MPAA dio a la película una calificación más restrictiva de lo habitual debido a la naturaleza lésbica de la escena en cuestión). Bajos instintos (1992) contenía un leve matiz lésbico, pero estableció el lesbianismo como una temática del género del thriller erótico. Más tarde, en la década de 1990, thrillers eróticos como Showgirls, Wild Side (1995), Crash (1996) y Bound (1996) exploraban relaciones lésbicas y mostraban escenas explícitas de sexo lésbico.
A partir de los años 90, las escenas de sexo entre mujeres se hicieron bastante comunes en el cine comercial. Cada vez se muestran más besos entre mujeres en el cine y la televisión, a menudo como forma de incluir un elemento sexualmente excitante en una película sin que ésta obtenga una calificación más restrictiva por mostrar sexo o desnudos.
La serie dramática The L Word (2004-2009), de Showtime, explora relaciones lésbicas, bisexuales y transgénero, y contiene numerosas escenas de sexo lésbico explícito.

## Pornografía
«Pornografía lésbica» redirige aquí.

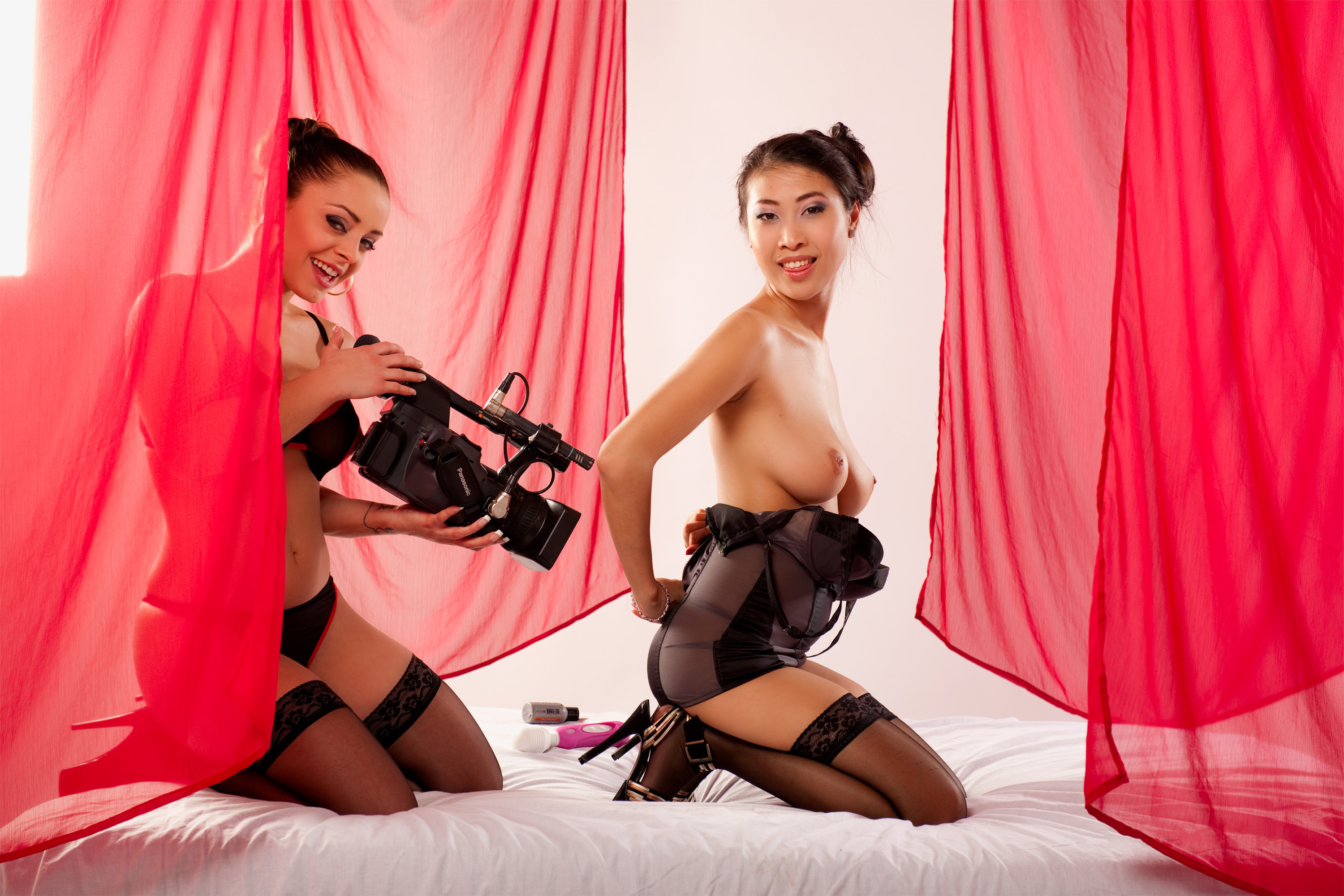
Liza del Sierra y Sharon Lee, intérpretes pornográficas francesas, rodando una película.

El lesbianismo es un tema importante tanto en la pornografía hardcore como en la softcore, con múltiples películas para adultos, sitios web y estudios enteros (como Girlfriends Films y Sweetheart Video) dedicados exclusivamente a la actividad sexual entre mujeres. La pornografía lésbica suele estar dirigida a un público principalmente masculino, con un público femenino más reducido, y muchas películas para adultos heterosexuales incluyen alguna escena de sexo lésbico. Sin embargo, en la pornografía japonesa, el lesbianismo se considera un fetiche y solo se incluye ocasionalmente en películas heterosexuales. El rezu (en japonés: レズ, lit. 'lesbiana') es un género especializado, pese a que se producen un gran número de este tipo de películas.

### Público
La erótica y la pornografía que incluyen sexo entre mujeres han sido mayormente producidas por hombres para un público masculino y femenino. Un estudio realizado por Henry E. Adams, Lester W. Wright, Jr. y Bethany A. Lohr en 1996, publicado en la revista Journal of Abnormal Psychology, reveló que son los hombres heterosexuales quienes presentan una mayor excitación genital y subjetiva ante la pornografía que muestra actividad heterosexual, en vez de actividad lésbica. Otro estudio, a cargo de J. Michael Bailey, indicó que los hombres heterosexuales se excitan más con las representaciones de sexo lésbico que con las de actividad heterosexual, mientras que las mujeres heterosexuales y lesbianas se excitan con una amplia gama de estímulos sexuales. El sexo lésbico en pantalla (tanto en la pornografía occidental como en la japonesa), aunque suele dirigirse a un público masculino, también ha desarrollado un pequeño público lésbico, pero sigue contrastando con la pornografía gay masculina, que se considera un género propio. 
En un análisis publicado en el NWSA Journal en 1989, Deborah Swedberg sostiene que es posible que las espectadoras lesbianas se reapropien del porno lésbico. Swedberg señala que, normalmente, las películas sólo para mujeres difieren del porno mixto (con hombres y mujeres), entre otras cosas, en los escenarios (menos anónimos y más íntimos) y el propio acto realizado (más realista y emocionalmente implicado, y centrado en todo el cuerpo y no sólo en los genitales): "el tema de los vídeos heterosexuales producidos exclusivamente por mujeres es el placer femenino". Ella alega (en contraposición a Visual Pleasure and Narrative Cineman de Laura Mulvey y Pornography and Representation de Susanne Kappeler, por ejemplo) que tales películas permiten la subjetividad femenina, ya que las mujeres son algo más que meros objetos de intercambio. La apropiación por parte de las mujeres de la erótica lésbica hecha por hombres (como la de David Hamilton) también fue señalada por Tee Corinne.
También hay pornografía hecha por lesbianas, como la desaparecida revista erótica lésbica On Our Backs; películas de Fatale Media, SIR Video, Pink and White Productions y BLEU Productions; y sitios web como CyberDyke Network.
Un informe de Pornhub indica que "lésbico", "orgía" y "BDSM" son las categorías más populares entre las mujeres que visitan su portal porno. La categoría resultó un 151% más popular entre las mujeres que entre los hombres.

### Falta de autenticidad
Algunos miembros de la comunidad lésbica critican la pornografía lésbica de consumo generalizado por su falta de autenticidad. Según la autora Elizabeth Whitney, "el lesbianismo no se reconoce como legítimo" en el porno lésbico debido a la prevalencia de "mujeres heteronormativamente femeninas", el carácter experimental y la constante atención a la mirada masculina, todo lo cual contrarresta el lesbianismo de la vida real.
Un estudio realizado por Valerie Webber concluyó que la mayoría de las actrices de porno lésbico consideran su propio acto sexual pornográfico como algo situado en un espectro entre el sexo auténtico y el falso, dependiendo de varios factores. Es más probable que lo consideren auténtico si existe una atracción real entre ellas y la otra u otras actrices de la escena, y si sienten un respeto mutuo entre ellas y los productores.
La autenticidad en el porno se discute porque algunos afirman que el único sexo auténtico no tiene otro motivo que el propio sexo. El sexo porno, al ser rodado para una cámara, tiene automáticamente otros motivos que el propio sexo. Por otro lado, algunos afirman que todo el sexo porno es auténtico, ya que el sexo es un hecho que tuvo lugar, y eso es todo lo que se necesita para clasificarlo como auténtico.
En cuanto a la autenticidad de su actuación, algunas actrices de porno lésbico describen su actuación como una versión exagerada y alterada de su personalidad real, lo que aporta cierta autenticidad a la actuación. La autenticidad depende de las experiencias de la vida real, por lo que algunas actrices porno lesbianas sienten la necesidad de crear un personaje totalmente diferente para sentirse seguras. Webber escribe sobre Agatha, una actriz queer del porno lésbico que "prefiere que la actividad y el ambiente de sus actuaciones sean muy poco auténticos, porque de lo contrario se siente 'demasiado cerca de casa'", refiriéndose a la opresión y el abuso verbal al que la someten los hombres homófobos en su vida cotidiana.

### Penetración
Al igual que en el porno hetero y gay masculino, en el porno lésbico se hace hincapié en la penetración. A pesar de que diversos estudios han demostrado que el uso de consoladores (dildos) en la actividad sexual lésbica de la vida real es mínimo, en el porno lésbico los dildos ocupan un lugar destacado. Según Lydon, la capacidad de alcanzar el orgasmo a través del clítoris, en contraposición a la penetración, elimina la necesidad de un falo y, por extensión, de un hombre. Por esta razón, los productores masculinos siguen incluyendo, y los espectadores masculinos siguen exigiendo, un falo como característica central en el porno lésbico.

## Opiniones sobre el lesbianismo erótico

### Efecto en hombres heterosexuales

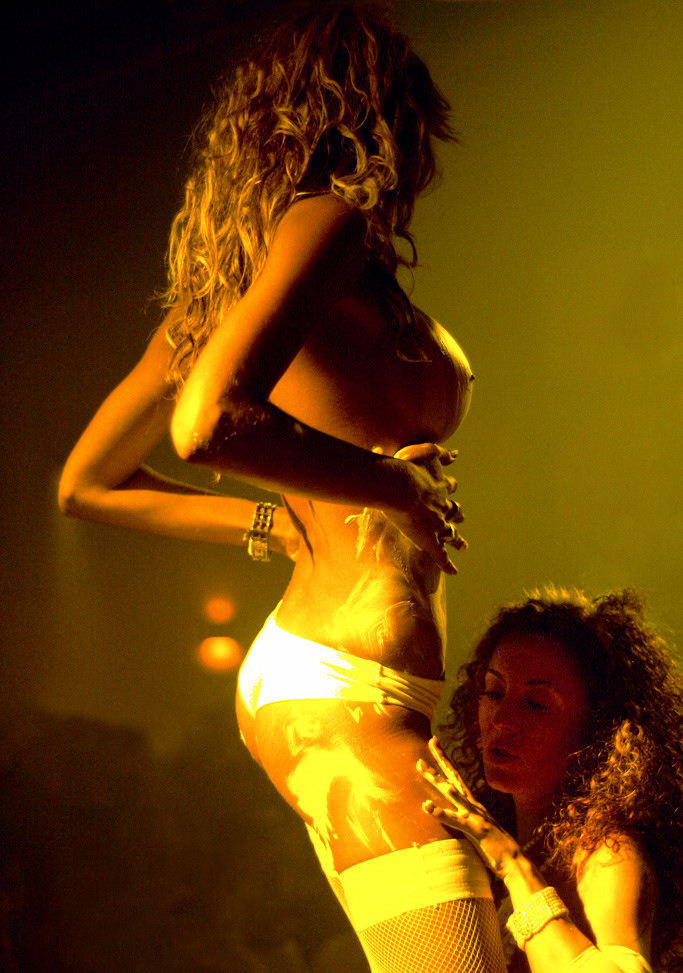
Espectáculo de sexo en directo "chica con chica" en Granada, España

Varios estudios sobre pletismografía peneana han mostrado altos niveles de excitación en hombres heterosexuales ante pornografía donde se muestra actividad sexual entre mujeres. Según un estudio, los hombres heterosexuales son los que más se excitan a nivel genital y subjetivo con la pornografía que muestra actividad heterosexual, más que con la que muestra actividad lésbica, mientras que otro estudio indica que, en promedio, los hombres heterosexuales se excitan más con la pornografía que muestra actividad sexual entre mujeres que con la que muestra actividad heterosexual. Estos resultados coinciden con los informes de varios estudios anteriores (resumidos en Whitley y otros (1999); también se encuentran informes anecdóticos en Loftus (2002)).
Se ha demostrado que la percepción masculina del lesbianismo como algo erótico corresponde con haber estado expuesto a pornografía lésbica de forma reciente; sin embargo, los hombres que han visto pornografía lésbica recientemente no son más propensos que los demás a percibir a las lesbianas como hipersexuales y/o bisexuales. Al llegar a esta conclusión, Bernard E. Whitley, Jr. y otros plantearon la hipótesis de que "la pornografía puede [...] llevar a los hombres heterosexuales a considerar erótico el lesbianismo mediante una asociación generalizada de la actividad sexual entre mujeres con la excitación sexual", pero señalaron que "se necesitan más investigaciones para aclarar la relación entre el contacto con la pornografía y el valor erótico percibido del lesbianismo."
Disfrutar de la pornografía lésbica puede tener poca relación con los sentimientos hacia los homosexuales en la vida real. Un hombre heterosexual puede sentirse excitado por las representaciones pornográficas del lesbianismo y al mismo tiempo tener opiniones homófobas. Sin embargo, varios estudios sugieren que los hombres que perciben el lesbianismo como algo erótico pueden tener actitudes menos negativas hacia las lesbianas que hacia los hombres homosexuales. Diversos estudios han demostrado además que, mientras que los hombres tienden a relacionar el lesbianismo con el erotismo con más frecuencia que las mujeres, éstas no perciben la homosexualidad masculina como erótica con más frecuencia que los hombres.

### Perspectivas feministas
Las opiniones de las lesbianas sobre el sexo entre mujeres en la erótica son complejas. Históricamente, las mujeres han participado menos que los hombres en la producción y el consumo de productos eróticos en general y de pornografía visual en particular. Desde finales de la década de 1960, las objeciones del feminismo radical a la pornografía y a la cosificación sexual de la mujer han influido en la comunidad lésbica, y algunas feministas se oponen a toda la pornografía. No obstante, desde el final de las "Guerras feministas por el sexo" de los años 80 y el comienzo del movimiento de la "erótica femenina", las opiniones feministas sobre la pornografía, tanto lésbica como heterosexual, han cambiado.
Algunas lesbianas son incluso consumidoras de pornografía comercial, pero a muchas les disgusta lo que perciben como representaciones inexactas y estereotipadas de la mujer y el lesbianismo en dicha pornografía. A algunas también les incomoda el interés masculino por las lesbianas. Desde principios de la década de 2000, existe un importante movimiento de literatura erótica lésbica, así como un pequeño género de pornografía hecha por lesbianas y para lesbianas.
En las últimas décadas se ha publicado una cantidad cada vez mayor de literatura erótica queer, escrita por mujeres y generalmente dirigida a mujeres. Existe una amplia subcategoría de este tipo de literatura erótica que incluye diversas relaciones homosexuales, así como personajes bisexuales y transgénero. Al introducir otras identidades y sexualidades, el mundo del erotismo se abre a una mayor fluidez de género y a la aceptación de otras sexualidades queer o no heteronormativas.

## Lecturas complementarias
- Aron, Nina Renata (19 de julio de 2017). «This was the first pornography magazine for lesbians by lesbians—and it was a vital feminist voice». Timeline (en inglés). Archivado desde el original el 8 de enero de 2022. Consultado el 24 de febrero de 2024.
- Bonnet, Marie-Jo (2000). Les Deux Amies: Essai sur le couple de femmes dans l'art (en francés). París, Francia: Blanche. ISBN 978-2911621949.
- Bunch, Charlotte (1982). «Lesbianism and erotica in pornographic America».  En Lederer, Laura, ed. Take back the night: women on pornography (en inglés). Toronto; Londres: Bantam. ISBN 9780553149074.
- Kitzinger, Jenny; Kitzinger, Celia (1993). «"Doing it": Representations of lesbian sex».  En Griffin, Gabriel, ed. Outwrite: Lesbianism and popular culture (en inglés). Londres: Pluto Press. ISBN 9780745306889.
- Rodgerson, Gillian (1993). «Lesbian erotic explorations».  En Segal, Lynne; McIntosh, Mary, eds. Sex exposed: Sexuality and the pornography debate (en inglés). Nuevo Brunswick: Rutgers University Press. pp. 275–279. ISBN 9780813519388.
- Russo, Anne; Torres, Lourdes (2001). «Lesbian porn stories: Rebellion and/or resistance?».  En Russo, Anne, ed. Taking back our lives: A call to action for the feminist movement (en inglés). Nueva York: Routledge. pp. 101-118. ISBN 9780415927116.
- Sheldon, Caroline (1984). «Lesbians and film: Some thoughts».  En Dyer, Richard, ed. Gays and Film (en inglés). Nueva York: Zoetrope. pp. 5-26. ISBN 9780918432582.
- Conway, Mary T. (julio de 1997). «Spectatorship in lesbian porn: The woman's woman's film». Wide Angle (en inglés) 19 (3): 91-113. S2CID 167693847. doi:10.1353/wan.1997.0011.
- Duncker, Patricia (1995). «"Bonne excitation, Orgasme Assuré": The representation of lesbianism in contemporary French pornography». Journal of Gender Studies (en inglés) 4 (1): 5-15. doi:10.1080/09589236.1995.9960588.
- Dunn, Sara (primavera de 1990). «Voyages of the Valkyries: Recent lesbian pornographic writing». Feminist Review (en inglés) 34 (34): 161-170. JSTOR 1395316. doi:10.2307/1395316.
- Henderson, Lisa (1991). «Lesbian pornography: Cultural transgression and sexual demystification». Women and Language (en inglés) 14 (1): 3-12. Archivado desde el original el 3 de abril de 2015.
  - Reimpresión: Henderson, Lisa (1992). «Lesbian pornography: Cultural transgression and sexual demystification».  En Munt, Sally R., ed. New lesbian criticism: literary and cultural readings (en inglés). Nueva York; Londres: Harvester Wheatsheaf. pp. 173-191. ISBN 9780745011677.
  - Reimpresión: Henderson, Lisa (1999). «Lesbian pornography: Cultural transgression and sexual demystification».  En Gross, Larry P.; Woods, James D., eds. The Columbia reader on lesbians and gay men in media, society, and politics (en inglés). Nueva York: Columbia University Press. pp. 506-516. ISBN 9780231104470.

- Jenefsky, Cindy; Helene Miller, Diane (julio–agosto de 1998). «Phallic intrusion: Girl–girl sex in Penthouse». Women's Studies International Forum (en inglés) 21 (4): 375-385. doi:10.1016/S0277-5395(98)00042-9.
- McDowell, Kelly (septiembre de 2001). «The politics of lesbian pornography: Towards a chaotic proliferation of female sexual imagery». Xchanges (en inglés) 1 (1).
- Morrison, Todd G; Tallack, Dani (2005). «Lesbian and bisexual women's interpretations of lesbian and ersatz lesbian pornography». Sexuality & Culture (en inglés) 9 (2): 3-30. S2CID 143930511. doi:10.1007/s12119-005-1005-x.
- Packard, Tamara; Schraibman, Melissa (1993). «Lesbian pornography: Escaping the bonds of sexual stereotypes and strengthening our ties to one another». UCLA Women's Law Journal (en inglés) 4 (2): 299-328.
- Penelope, Julia; Hoagland, Sarah Lucia (1980). «Lesbianism, sexuality and power: the patriarchy, violence and pornography». Sinister Wisdom (en inglés) 15: 76-91. OCLC 70961358.
- Smyth, Cherry (primavera de 1990). «The pleasure threshold: Looking at lesbian pornography on film». Feminist Review (en inglés) 34 (34): 152-159. JSTOR 1395314. doi:10.2307/1395314.
- Swedberg, Deborah (verano de 1989). «What do we see when we see woman/woman sex in pornographic movies?». NWSA Journal (en inglés) 1 (4): 602-616. JSTOR 4315957.